# Folke Barkman
Folke Anders Malkolm Barkman, född 29 mars 1913 i Katarina församling i Stockholm, död 20 juni 2011 i Barkåkra församling i Skåne län, var en svensk officer i Flygvapnet.

## Biografi
Barkman inledde sin militära karriär i Armén, där han blev fänrik vid Livregementets husarer (K 3) 1934 och  löjtnant 1938. Han övergick som sådan till Flygvapnet 1939, efter att 1937–1938 ha utbildat sig vid Flygskolan. Barkman befordrades till kapten 1942, till major 1948, till överstelöjtnant 1954 och till överste 1958. År 1956 tjänstgjorde han vid Royal Air Force i Storbritannien. Åren 1958–1968 var Barkman flottiljchef vid Skaraborgs flygflottilj (F 7). Under sin tid som flottiljchef vid F 7 kom han tillsammans med representanter ur så väl Armén, Marinen som Flygvapnet, den 1 mars 1965 att kvittera ut Flygvapnets första Lockheed C-130 Hercules, med tillverkningsnummer 4039. Barkman avgick som överste 1968. Efter sin tid i Flygvapnet var han 1969–1978 anställd vid Göteborgs reningsverk.
Folke Barkman gifte sig 1940 med Inga Lagergren (1915–2006), dotter till Andreas Lagergren och syster till Gunnar Lagergren. Paret fick två söner, Göran (1940–2007) och Gunnar (född 1946).

## Utmärkelser
- Riddare av Svärdsorden, 1949.[4]
- Kommendör av Svärdsorden, 6 juni 1962.[5]
- Kommendör av första klass av Svärdsorden, 6 juni 1966.[6]